# Pomatorhinus musicus
La cimitarra de Formosa (Pomatorhinus musicus) es una especie de ave paseriforme de la familia Timaliidae endémica de Taiwán. Anteriormente se consideraba una subespecie de la cimitarra cuellirrufa.

## Distribución y hábitat
Se encuentra únicamente en la isla de Formosa. Su hábitat natural son los bosques húmedos tropicales y subtropicales.